# 히가시키시와다역
히가시키시와다역(일본어: 東岸和田駅, ひがしきしわだえき 히가시키시와다에키[*])은 일본 오사카부 기시와다시에 위치한 서일본 여객철도의 역이다.

## 역 구조
섬식 승강장으로 2면 4선의 지상역이다. 역사는 동쪽에 있어 승강장과는 과선교로 연결되어 있다. 일부 간쿠·기슈지 쾌속이 히가시키시와다 역에서 특급의 통과를 위한 대기를 행한다. 하행선 승강장의 폭이 매우 좁은데, 이는 1986년 1월 시간표 개정까지 쾌속의 통과가 이루어진 흔적이다.
이코카 및 제휴 교통카드의 사용이 가능하다.

### 승강장
| 1     | ■ 한와 선 | 하행 | 구마토리 · 간사이 공항 · 와카야마 방면 |
| 1     | ■ 한와 선 | 상행 | 오토리 · 덴노지 · 오사카 방면          |
| 2     | ■ 한와 선 | 하행 | 구마토리 · 간사이 공항 · 와카야마      |
| 3 · 4 | ■ 한와 선 | 상행 | 오토리 · 덴노지 · 오사카 방면          |

## 역사
- 1930년 6월 16일: 한와 전기 철도 이즈미후추 ~ 히가시와카야마 간의 노선 신설에 따라 하부고 역으로서 개업하였다.
- 1932년 4월 1일: 한와키시와다 역으로 개칭되었다.
- 1940년 12월 1일: 회사 간 인수 합병에 따라 난카이 전기 철도 야마노테 선의 소속이 되었다. 동시에 히가시키시와다 역으로 개칭되었다.
- 1944년 5월 1일: 국유화에 따라 일본국유철도의 소속이 됨과 동시에 역으로 승격하였다.
- 1987년 4월 1일: 민영화에 따라 서일본 여객철도의 소속이 되었다.
- 2003년 11월 1일: 이코카의 사용이 가능해졌다.

## 인접정차역
| 서일본 여객철도 한와 선                                                               | 서일본 여객철도 한와 선 | 서일본 여객철도 한와 선            |
| ------------------------------------------------------------------------------------- | ----------------------- | ---------------------------------- |
| 이즈미후추 덴노지 방면                                                                | ■ 한와 선 한와 라이너   | 구마토리 와카야마 방면             |
| 이즈미후추 덴노지 방면                                                                | ■ 한와 선 쾌속          | 구마토리 간사이 공항·와카야마 방면 |
| 시모마쓰 덴노지 방면                                                                  | ■ 한와 선 보통          | 히가시카이즈카 와카야마 방면       |
| 보통에는 구간 쾌속이 포함되며 쾌속에는 간쿠·기슈지 쾌속, 직통 쾌속, B쾌속이 포함된다. |                         |                                    |